# Нсумбу (національний парк)
Національний парк Нсумбу (також званий Сумбу) розташований на західному березі озера Танганьїка біля його південного краю, у Північній провінції Замбії. Він охоплює близько 2000 км 2 і має близько 80 км берега озера, включаючи чотири затоки (Касаба, Кала, Нкамба і Сумбу), і півострів Нундо Хед.

## Новітня історія
До кінця 1960-х років у Kasaba Bay Lodge можна було дістатися лише по повітрю або на човні з Мпулунгу, і він обслуговував заможних та міжнародних відвідувачів. Влада району Мпорокосо мала скромний пансіонат у затоці Сумбу, куди йшла гравійна дорога з Мпорокосо. На початку 1970-х ця дорога була з'єднана з Kasaba Bay Lodge, і новий будиночок був побудований в Nkamba Bay.
У той час і в 1970-х роках Сумбу разом із Південною Луангвою та Кафуе вважався одним із найкращих національних парків Замбії, де часто зустрічаються слони та леви.
У 1980-х і 1990-х роках кількість дичини в парку зменшилася через брак менеджменту, що посилилося скороченням внутрішньої авіакомпанії країни, яка раніше доставляла відвідувачів до парку. Його віддаленість дорогами та близькість до війни та конфлікту в ДР Конго, сухопутний кордон якої становить лише 25 км на північ, відлякували відвідувачів.

### Сьогодення
Останніми роками було проведено деякі ремонти, і кількість диких тварин знову зростає. Франкфуртське зоологічне товариство Замбії у партнерстві з DNPW у 2017 році створило Проєкт збереження Танганьїки Нсумбу.
Дістатися до парку найкраще по дорозі Касама — Мпорокосо — Нсумбу. Дорога асфальтована до Мпорокосо (170 км) і гравійна дорога після цього тягнеться ще 170 км. Гравійну частину наразі обробляють (початок 2020 року) і її вдосконалюють.

## Тваринний світ
Нільський крокодил, бегемот, бушбак, бородавочник, пуку, антилопа чала, шаблерога антилопа, канна, гну, африканський буйвол, рівнинна зебра, плямиста гієна, смугастий шакал, сервал, імпала, водяний козел, редунга, слон (іноді), лев (іноді), леопард (іноді), блакитний дуйкер (рідко), ситатунга (рідко). Також у парку багато птахів, а води озера Танганьїка багаті рибою, велика частина видів якої — це ендемічні види цихлід.